# Wiera Kaszczejewa
Wiera Siergiejewna Kaszczejewa (ur. 15 września 1922 w Pietrowce w Kraju Ałtajskim, zm. 20 maja 1975) – radziecka żołnierka, sanitariuszka, Bohater Związku Radzieckiego.

## Życiorys
Pochodziła z rosyjskiej rodziny chłopskiej z Ałtaju. Ukończyła siedem klas szkoły podstawowej, a w 1941 także kursy sanitariuszek w Barnaule. W roku następnym powołana do służby w Armii Czerwonej. Była instruktorem sanitarnym w 120 gwardyjskim pułku piechoty 39 gwardyjskiej dywizji strzeleckiej 8 Gwardyjskiej Armii. 12 sierpnia 1943 odznaczona Medalem „Za Odwagę”, zaś 30 sierpnia 1943 orderem Czerwonej Gwiazdy. W październiku 1943 w stopniu starszego sierżanta jako jedna z pierwszych brała udział w forsowaniu Dniepru na południe od Dniepropetrowska. Została wówczas ciężko ranna. 
W końcu stycznia 1944 otrzymała Medal „Za zasługi bojowe”. 22 lutego 1944 został jej nadany tytuł Bohatera Związku Radzieckiego z równoczesnym wręczeniem Orderu Lenina i Złotej Gwiazdy za wzorowe wypełnienie zadań bojowych oraz heroizm i męstwo na polu bitwy. W tym samym roku została przyjęta do Komunistycznej Partii Związku Radzieckiego i zdemobilizowana w stopniu lejtnanta służby medycznej. 
W 1948 ukończyła w Barnaule szkołę felczersko-akuszerską. Od 1953 mieszkała w Birze w Żydowskim Obwodzie Autonomicznym, pracując jako kierowniczka żłobka i przewodnicząca rady wiejskiej. W 1973 r. przeprowadziła się do Apszeronska i pracowała tam w charakterze felczerki. 
Również w 1973 została nagrodzona Medalem Florence Nightingale za poświęcenie przy ratowaniu rannych w wyjątkowo trudnych warunkach na polu bitwy.
W 1975 r. zginęła w wypadku samochodowym. Została pochowana w Apszerońsku.